# Ковен

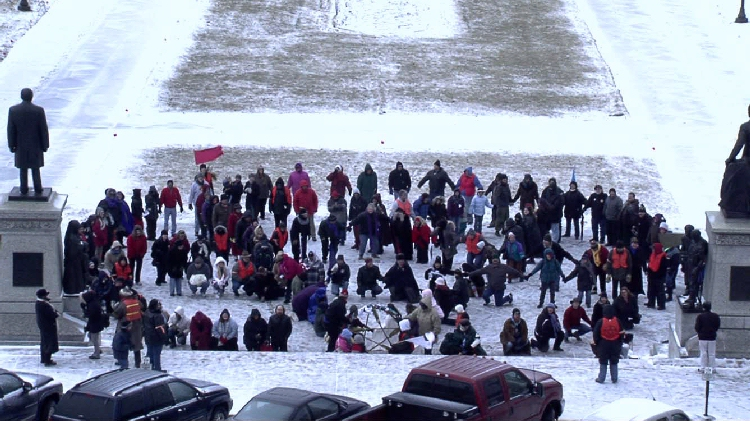
Собрание викканского ковена

Ко́вен (англ. coven) — в английском языке традиционное обозначение сообщества ведьм, регулярно собирающихся для отправления обрядов на ночной шабаш. В современной неоязыческой религии викка — это просто ячейка, группа верующих.

## Происхождение термина
Само слово ковен происходит от латинского convenire, означающего «собрание, встречу», впоследствии видоизменившегося в архаичное английское covin — «обман, мираж». У Джефри Чосера в его «Кентерберийских рассказах» употребляется выражение covent для собрания из 13 персон. При проведении процессов против ведьм в 1662 году в судебных документах слово covine используется для обозначения особой организации ведьм. Схожее выражение Covine tree (Дерево ковена) можно найти также в сочинении Вальтера Скотта Письма о демонологии и колдовстве (англ. Letters on Demonology and Witchcraft) за 1830 год.

## История
Указания на существование ковенов ведьм в литературе встречаются начиная с XII столетия. Иоанн Солсберийский описывает организованные группы ведьм на шабашах, однако при этом заверяет, что это не более чем созданные дьяволом для искушения миражи. Подобной же точки зрения придерживался и Герман Осерский, рассказывавший в популярной средневековой новелле о путешествующих по ночам женщинах. После создания в Западной Европе инквизиции вера в существование организованных ведовских групп окрепла и была подтверждена документально признаниями схваченных ведьм на допросах в рамках ведовских процессов. 
Старейшее упоминание в судебных документах о существовании мощной организации ведьм (ковена) относится к 1324 году, когда в Ирландии проходил процесс в отношении колдуньи и знатной дамы Алисы Кителер, обвинённой в том числе в следующем — она возглавляла группу из 13 ведьм. В XVI и XVII столетиях, при преследовании ведьм и колдуний в Англии последние многократно признавались в принадлежности к ведовским ковенам. Понятие «ковен» в судебной практике Великобритании и её колоний встречается вплоть до начала XVIII века, когда ведовские процессы в основном были прекращены.

## Организация
Традиционно принимается, что ковен состоял из 13 членов, один из которых является его руководителем. Однако исторически столь чётко ограниченное количество участников судебной документацией подтверждается не часто — лишь иногда в процессах, проведённых инквизицией. Как сообщает американский учёный Коттон Мезер в своих записках о процессах над салемскими ведьмами, они были организованы в особую группу, имитирующую церковную структуру, повторяющую на свой лад крещение и вечерю, имевшую своих «офицеров», походивших на прелатов и т. п. Согласно английскому учёному-антропологу Маргарет Мюррей, руководителем ковена ведьм являлся «магистр», представлявший древнее, пришедшее из времён язычества Рогатое божество, которое затем, в интерпретации инквизиторов на судебных процессах был превращён в Дьявола. Каждый ковен также имел «заклинателя», который сообщал его членам о времени и месте следующего собрания (шабаша). В ковене важную роль играла также «девица» (maiden), находившаяся в распоряжении «магистра» и возглавлявшая с ним вместе пляски на шабашах.
Ковены ведьм в Англии были независимы друг от друга, однако вместе с тем были друг с другом связаны, создавая некую общую сеть. Так, процесс против ведьм в Норт-Бервике установил, что три местных ковена объединились для того, чтобы совершить убийство короля Англии и Шотландии Иакова I.

## Викканство
В неоязыческой религии викка также часть её приверженцев объединены в ковены, в то же время принято считать, что ещё большее их число практикуют своё вероисповедание как одиночки. Ковены викка не вербуют себе членов и принимают в свои ряды не каждого желающего. Обычно ковены викка собираются вместе на полнолуние в праздник Эсбат. В теории ковен их должен состоять из 13 человек — 6 мужчин и 6 женщин, желательно это должны быть пары, и магистра (Верховного жреца) — однако это скорее пожелание, а не строгое правило.